# Juradó (ort)
Juradó är en ort i Colombia.   Den ligger i departementet Chocó, i den nordvästra delen av landet, 500 km nordväst om huvudstaden Bogotá. Juradó ligger 15 meter över havet och antalet invånare är 2 351.
Terrängen runt Juradó är platt österut, men åt nordost är den kuperad. Havet är nära Juradó åt sydväst.  Det finns inga andra samhällen i närheten. 